# Українська асоціація якості
Українська Асоціація якості (УАЯ) заснована в 1989 році як Всеукраїнська громадська (неурядова) професійна організація з якості та зареєстрована Міністерством юстиції України. Головна мета - формування громадської думки та політики в галузі розвитку та використання методів і засобів забезпечення і поліпшення якості продукції та послуг, як фактора поліпшення життя громадян України. Своєю діяльністю УАЯ сприяє підвищенню рівня та ефективності робіт із забезпечення якості на підприємствах України, виходу української продукції на світовий ринок, підвищенню міжнародного авторитету України та її інтеграції у світову економіку, підвищенню престижу і соціальної захищеності фахівців з якості.
Для виконання статутних завдань УАЯ формує регіональні відділення у всіх обласних центрах, міжгалузеві проблемні науково-технічні комісії, галузеві та міжгалузеві комітети, спілки та клуби.
УАЯ співпрацює з державними, громадськими, науковими та комерційними організаціями, підприємствами, а також з фахівцями з якості України, країн СНД і далекого закордоння. В Україні - це Національна Академія наук, Український союз промисловців та підприємців, Державний комітет із захисту прав споживачів, Держстандарт та ін.
На даний час членами УАЯ є понад 450 відомих в Україні та за її межами організацій і підприємств, понад 1000 провідних організаторів виробництва, науковців, фахівців у галузі якості з України, країн СНД і Європи. Українська асоціація якості створена на зразок національних організацій з якості, що діють у провідних країнах Європи та світу.
Ініціатором створення УАЯ та її президентом у 1989-2017 роках був Петро Якович Калита. У 2017 році на базі УАЯ створена Українська асоціація досконалості та якості.